# عاطف آل سالم
عاطف المعروف أيضا باسم عاطف آل سالم، هي قرية في محافظة بارق بمنطقة عسير بالمملكة العربية السعودية. تقع على ارتفاع 432 متر (1,417 قدم) ويبلغ عدد سكانها حوالي 500 إلى 1000.

## الموقع والسكان
قرية من قرى آل سالم، تقع جنوب غرب بارق على الطريق الثانوي رقم 2482 بمسافة سبعة كيلومتر.
بكسر الطاء المهملة -: قرية من قرى ثعيب، تقع في غربي جربوع، جنوب السادة، وشرق مشرف. وجاء عنها في معجم الجزيرة العربية (1970)م: «عَاطِف آل سالم: 18°53'19, 41°54'59. قرية في إمارة بارق الفرعية التابعة لإمارة منطقة أبها. تقع على أرتفاع 432 متراً فوق مستوى سطح البحر، يقطنها من 100 إلى 250 نسمة. ترتبط مع الطريق الرئيسي بدرب مستو ومتموج ببطن واد سيء، إلى لا بأس به، طوله 9 كم. وكبيرهم هو زاهر سلطان.
يقطن قرية عاطف إحدى قبائل بارق وهي آل سالم ويشغل منصب مشيخة آل سالم حاليا الشيخ محمد بن سلطان بن حسن بن عامر بن عرار آل مصبح البارقي.
آل سَالٍم: لهم إحدى وعشرون قرية، وتقع منازل هذه القبيلة على ضفاف وادي ثعيّب ووادي شهار، ويحدّها من الجنوب صعبان من آل جبلي، ومن الشمال العرام والمهاملة، ومن الشرق آل جبلي وآل سباعي، ومن الغرب ربيعة. وتنطوي على عدة أفخاذ.

## المناخ
مناخ قرية عاطف لا يختلف عن مناخ محافظة بارق.